# دانشگاه بوتسوانا
دانشگاه بوتسوانا (به انگلیسی: University of Botswana) (اختصاری BU) (با شعار آموزش سپر است، به تسوانایی: [Thuto Ke Thebe] Error: {{Lang}}: متن دارای نشانه‌گذاری ایتالیک است (راهنما)) به عنوان اولین مؤسسه آموزش عالی در سال ۱۹۸۲ میلادی در کشور بوتسوانا تأسیس شد. این دانشگاه دارای چهار پردیس است که در شهرهای گابورون، فرانسیستوون و ماون پراکنده شده‌اند.
این دانشگاه شامل دانشکده‌های علوم، علوم اجتماعی، علوم انسانی، مهندسی، پزشکی، آموزش و اقتصاد می‌باشد.

## رنکینگ
براساس رتبه‌بندی دانشگاه‌های جهان در سال 2022 که مؤسسه تایمز آن را انجام داده‌است دانشگاه بوتسوانا  در رتبه 1201+برترین دانشگاه‌ها جهان قرار گرفته‌است.